# Estnische Eishockeynationalmannschaft der Frauen
Die estnische Eishockeynationalmannschaft der Frauen ist die nationale Eishockey-Auswahlmannschaft Estlands im Fraueneishockey. In der IIHF-Weltrangliste wird das Team nicht mehr geführt, da seit 2008 keine Spiele bestritten wurden.

## Geschichte
Die estnische Eishockeynationalmannschaft gab ihr Debüt im November 2005 in einem Testspiel gegen Island und bestritt noch mehrere andere Spiele, ehe sie bei der Weltmeisterschaft 2007 erstmals in der Division IV auflief, in der sie den vierten Platz belegte. Im folgenden Jahr erreichten die Estinnen erneut den vierten Platz der Division IV.
Seit 2008 hat das Frauen-Nationalteam kein Spiel mehr absolviert.

## Platzierungen bei Weltmeisterschaften
- 2007 – 4. Platz Division IV
- 2008 – 4. Platz Division IV
- 2009–2021 – keine Teilnahme
- 2022 – 1. Platz Division IIIB (Aufstieg in die Division IIIA)
- 2023 – 6. Platz Division IIIA (Abstieg in die Division IIIB)
- 2024 – 2. Platz Division IIIB
- 2025 – 3. Platz Division IIIB